# Neacomys musseri
Neacomys musseri là một loài động vật có vú trong họ Cricetidae, bộ Gặm nhấm. Loài này được Patton, da Silva, & Malcolm mô tả năm 2000.
Loài gặm nhấm này được tìm thấy ở vùng viễn tây Brazil và đông nam Peru.